# Estação Ferroviária de Olhão
A Estação Ferroviária de Olhão é uma interface da Linha do Algarve, que serve a localidade de Olhão, no Distrito de Faro, em Portugal.

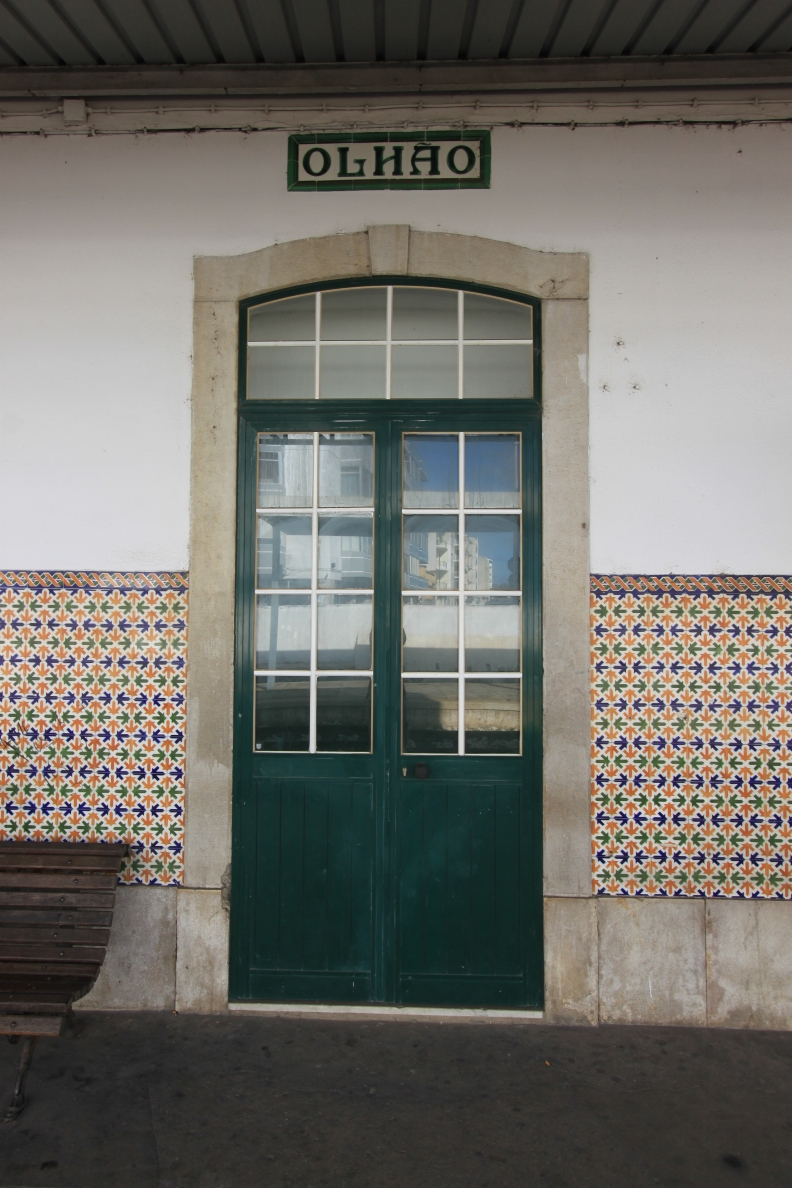
Pormenor da estação de Olhão, em 2009.

## Caracterização

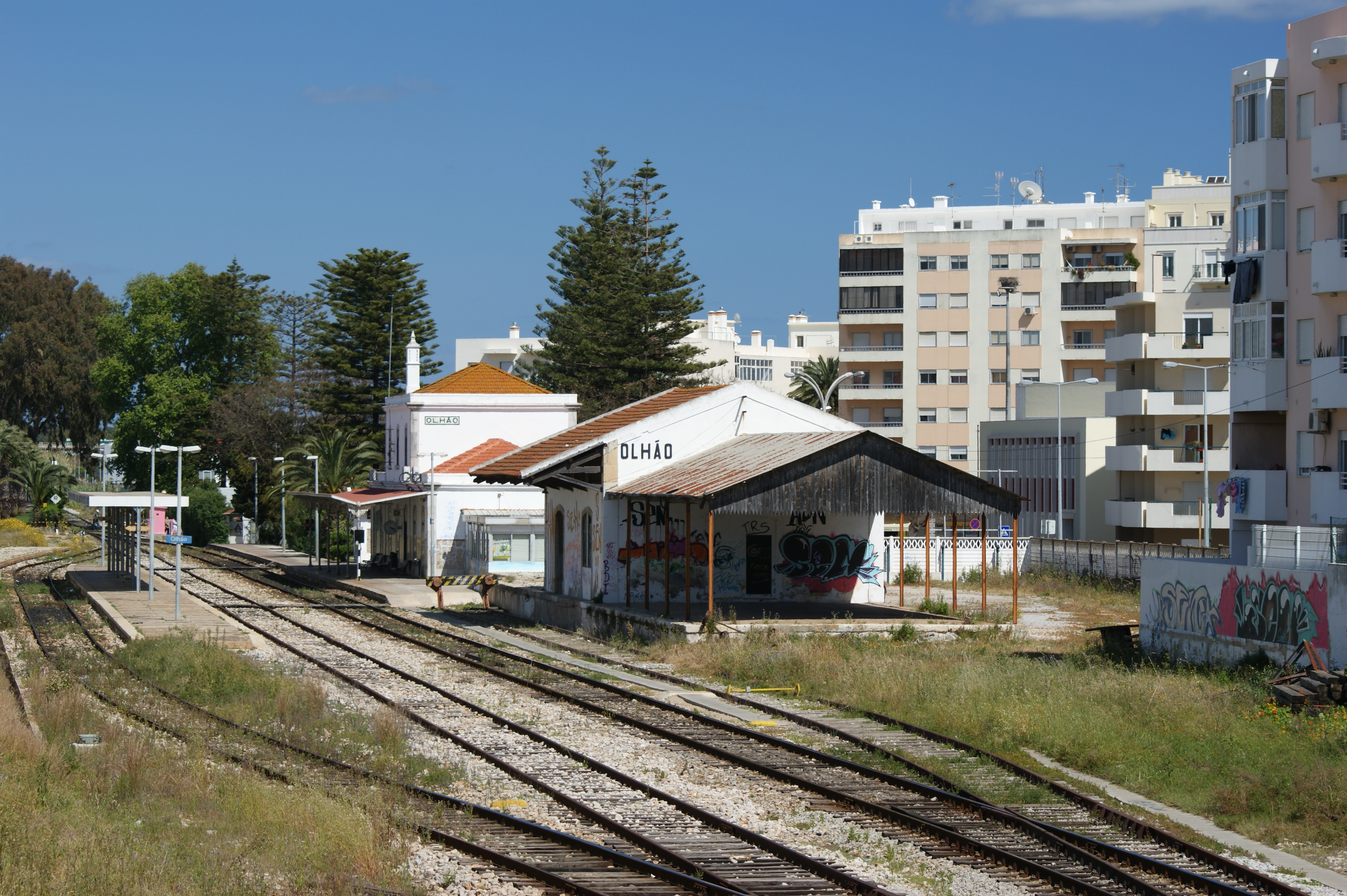
Vista geral da estação de Olhão, em 2009.

### Localização e acessos
Esta interface situa-se junto à Avenida dos Combatentes da Grande Guerra, na localidade de Olhão.

### Infraestrutura
Esta interface apresenta duas vias de circulação, identificadas como I, II, e III, com comprimentos entre 134 e 185 m e acessíveis por plataforma de 110 m de comprimento e 685 mm de altura, não incluindo qualquer via secundária. O edifício de passageiros situa-se do lado norte da via (lado direito do sentido ascendente, a Vila Real de Santo António).

### Serviços
Em dados de 2023, esta interface é servida por comboios de passageiros da C.P. de tipo regional tipicamente com treze circulações diárias de Faro a Vila Real de Santo António e doze no sentido oposto.

## História

### Antecedentes
A primeira tentativa para construir um caminho de ferro no Algarve foi feita na década de 1870, tendo um alvará de 2 de Dezembro de 1878 autorizado a Companhia Portuguesa de Caminhos de Ferro do Sul a construir uma linha de Lagos a Vila Real de Santo António, passando perto de Olhão, onde teria uma estação. No entanto, esta concessão foi anulada por uma portaria de 19 de Dezembro de 1893.

### Planeamento e construção
Nos finais do século XIX, foram retomados os esforços para dotar o Algarve de uma rede ferroviária, através da continuação do Caminho de Ferro do Sul, de forma a facilitar os transportes tanto dentro da região como com outras zonas do país, especialmente Lisboa. Em 1898, o engenheiro Pedro Inácio Lopes escolheu um local para a futura gare de Olhão, num ponto a Noroeste daquela vila, com um ramal para o cais de pesca. Em Março desse ano, o Conselho Superior de Obras Públicas aprovou o projecto para o troço de Olhão a Faro, embora tenha ordenado que fosse estudada uma alteração ao traçado, de forma a aproximar a estação do cais da vila. Em Abril de 1899, a autarquia de Olhão já tinha enviado uma representação ao Ministro das Obras Públicas, para pedir uma alteração ao traçado da via férrea, de forma a aproximá-la tanto quanto possível da costa, por motivos estéticos e para facilitar o transporte do pescado por caminho de ferro, no entanto, esta modificação aumentaria os custos porque faria a linha passar por várias propriedades importantes e por uma avenida em construção.
Uma portaria de 21 de Novembro de 1902 aprovou o plano definitivo para a construção do segundo lanço da ligação ferroviária entre Faro e Vila Real de Santo António, estando incluída uma estação de segunda classe na localidade de Olhão, uma via férrea entre a estação e o cais da localidade, para o transporte de pescado, e uma plataforma rotativa na estação para acesso de vagonetas.
Porém, pouco tempo após a aprovação do projecto, a Câmara Municipal de Olhão reclamou da localização da gare ferroviária, tendo sugerido um novo local a Norte da vila, a cerca de 500 m de distância do sítio original, e que se encontrava entre as Estradas Municipais 9 e 53. A autarquia apontou várias razões de ordem estética, e argumentou que o novo local oferecia melhores acessos. Em Dezembro desse ano, a autarquia enviou duas representações aos escritórios da Companhia dos Caminhos de Ferro do Sul e Sueste, para defender a nova localização. Esta questão dividiu a população da vila, com alguns habitantes do lado da autarquia, e outros a defender a localização original.
A Direcção do Sul e Sueste chegou à conclusão que os custos de construção seriam idênticos em ambos os locais, e que nenhum oferecia maiores benefícios, em termos técnicos, sobre o outro; no entanto, o Conselho de Administração esteve contra a alteração do local da estação. Esta questão foi discutida na sessão de 1902-1903 das Câmaras Legislativas, que teve lugar nos inícios de 1903. Para resolver este problema, o governo ordenou a criação de uma comissão, por uma portaria de 7 de Fevereiro de 1903, no sentido de estudar as reclamações da autarquia e da população, e propor o local mais conveniente para os interesses locais e regionais. A comissão reuniu-se no dia 11, tendo resolvido, por maioria, aceitar a solução da Câmara Municipal, pelo que, em 12 de Fevereiro, o estado ordenou que a estação fosse construída no novo local.
No dia 14 de Setembro do mesmo ano, teve lugar a arrematação para a empreitada da construção dos muros de vedação.

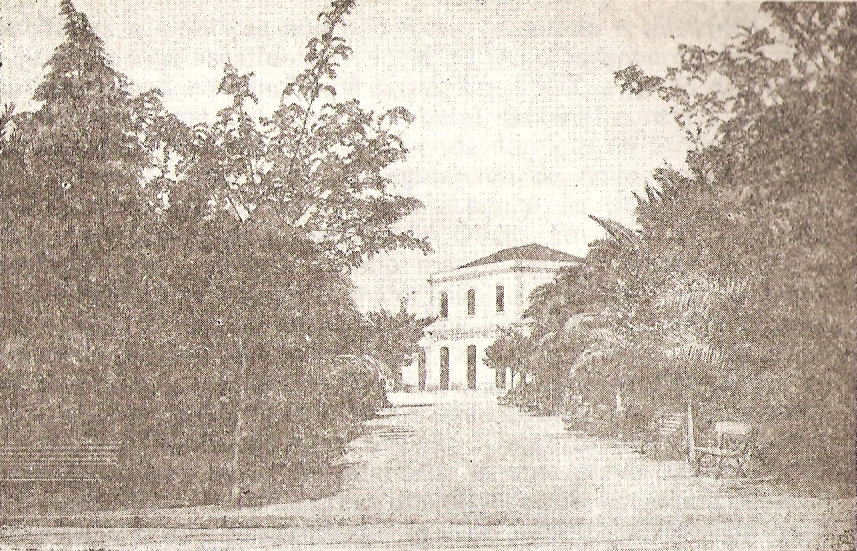
Jardim público de Olhão em 1920, com a gare ferroviária ao fundo.

### Inauguração
A estação foi inaugurada a 15 de Maio de 1904, na presença de grande multidão. Nesta época, a área onde se situava a estação ficava nos limites da vila, mas longe dos núcleos comerciais e industriais. Em Agosto de 1904, previa-se para breve a abertura do troço seguinte, até à Fuzeta. Com efeito, foi inaugurado em 1 de Setembro desse ano.

### Transição para a C.P.
Em 1927, os Caminhos de Ferro do Estado foram integrados na Companhia dos Caminhos de Ferro Portugueses, que iniciou um programa de remodelação da via e das gares nas antigas redes do Minho e Douro e do Sul e Sueste. Em 1933, a Comissão Administrativa do Fundo Especial de Caminhos de Ferro aprovou obras de melhoramento das comunicações telefónicas, entre as estações de Olhão e Vila Real de Santo António. No ano seguinte, a Companhia dos Caminhos de Ferro Portugueses executou grandes obras de reparação nesta estação.

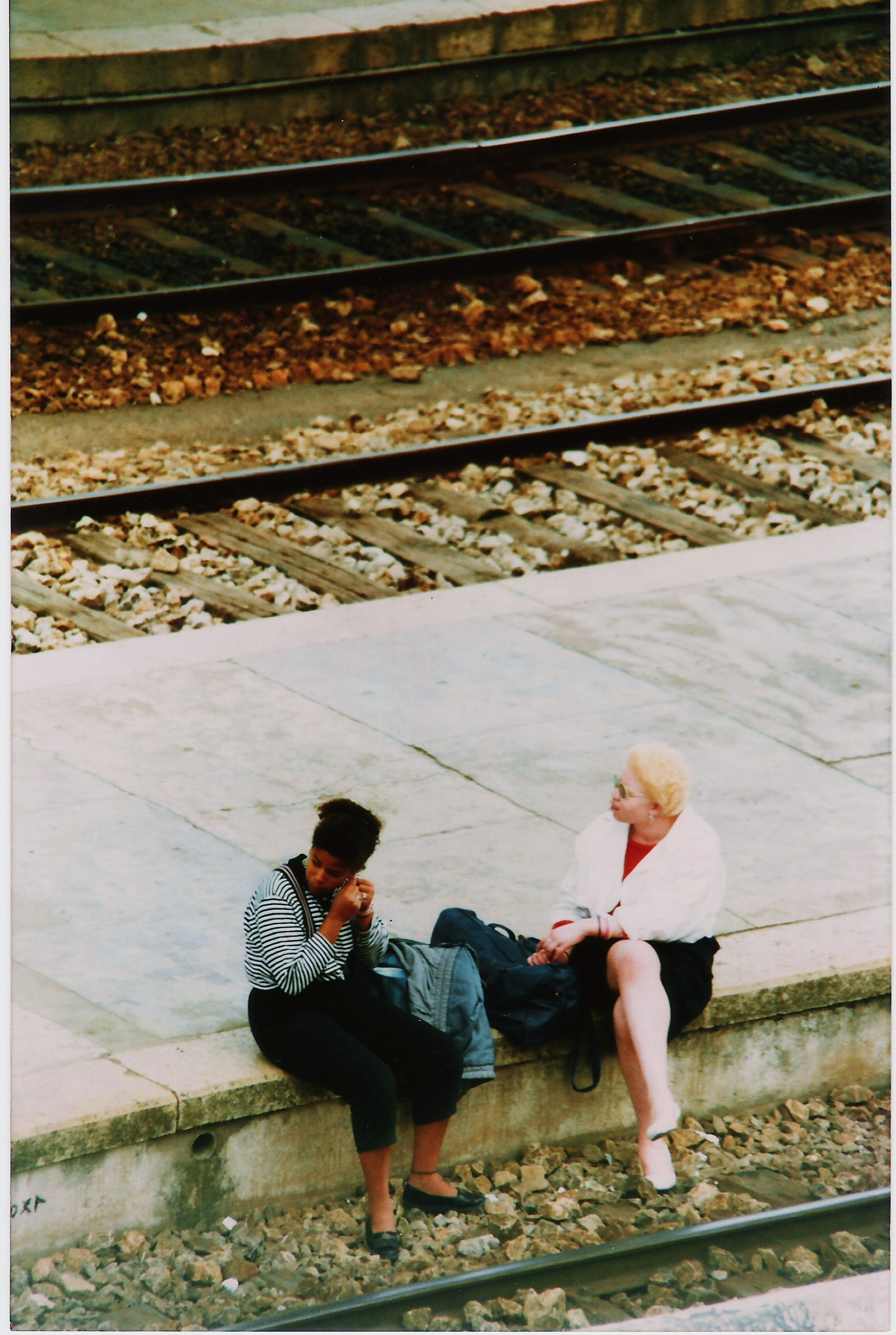
Plataforma na estação, em 1988.

### Movimento de mercadorias e passageiros
A partir do princípio da Primeira Grande Guerra, verifica-se uma redução no volume de mercadorias recebidas; em geral, reduzem-se as expedições de peixe nesta região, mas aumentam-se as de polvo. Na segunda metade do século XX, verificou-se um aumento no movimento de mercadorias desta estação, em detrimento de Vila Real de Santo António.
As principais mercadorias expedidas foram peixe congelado ou salgado em caixas de madeira, para todo o país, especialmente Lisboa e a região Norte. O peixe era levado desde os armazéns da vila até à estação em carros de mula, sendo depois transportado em comboios de mercadorias especiais.
Em regime de pequenos volumes em grande velocidade, as principais expedições foram hortaliças e frutas (principalmente para Vila Nova de Gaia) (especialmente citrinos, na Primavera e no Outono, polvo (no Outono), azeite em embalagens e farinha e óleo de peixe (para Setúbal e Lisboa). As principais mercadorias recebidas foram adubos, carvão e metais vários, vindos de Vila Real de Santo António, palha, materiais de construção (especialmente cimento), papel (vindo de Cacia) (principalmente no Outono), trigo de semente, batatas, óleos vegetais, arroz e cartão.
Em termos de passageiros, esta foi uma das principais estações no Algarve, em movimento de veraneantes. Nas deslocações regulares, verificou-se um elevado tráfego de passageiros entre esta estação e Faro, Fuzeta-Moncarapacho, Tavira e Monte Gordo.

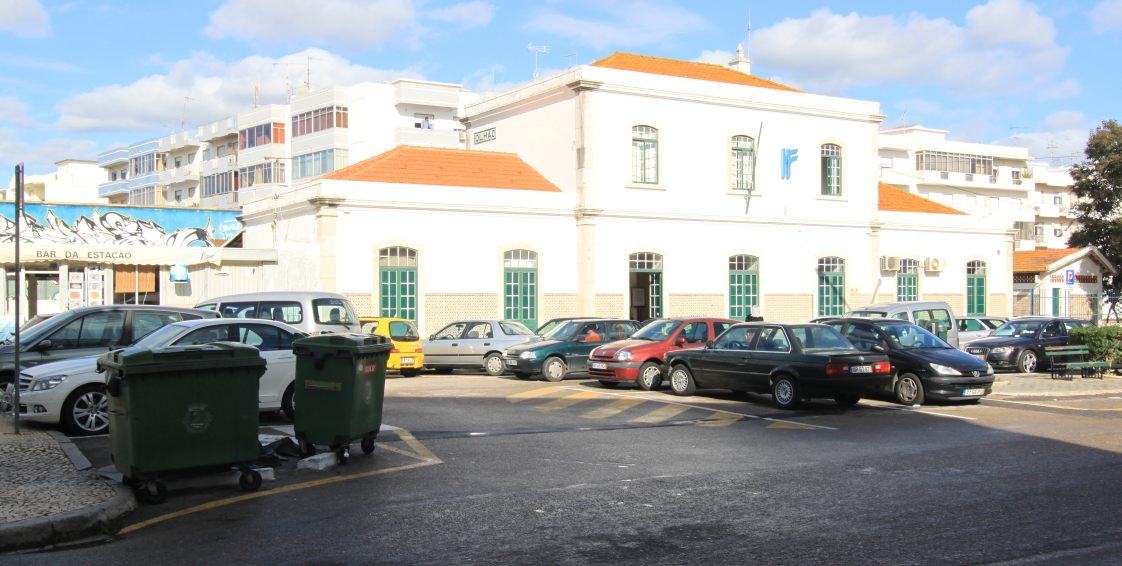
Praça em frente da estação, em 2012.

### Século XXI
Entre Fevereiro e Maio de 2009, esta estação sofreu várias obras de remodelação e manutenção, por parte da Rede Ferroviária Nacional.

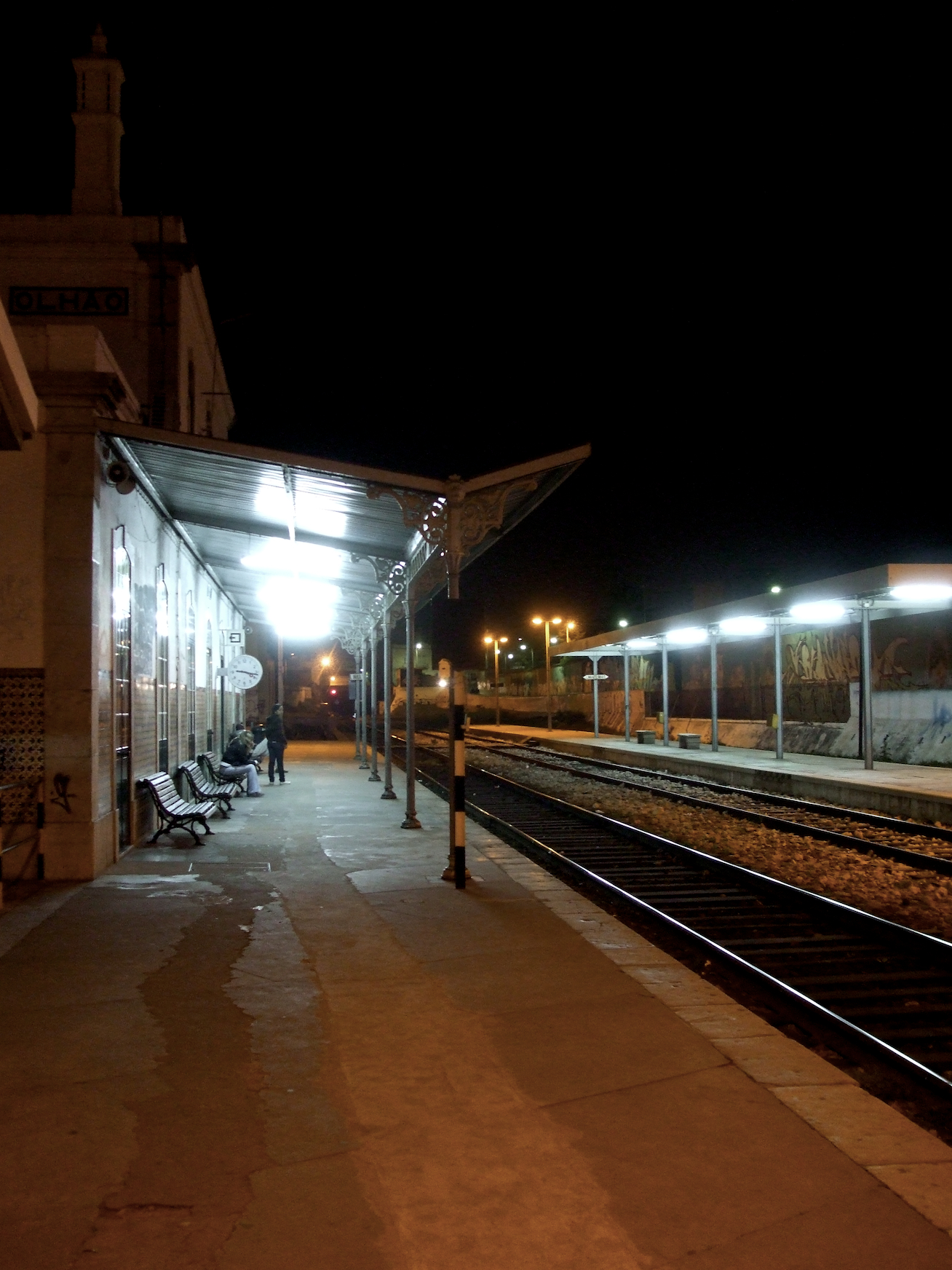
Vista da estação à noite, em 2009.

Em Setembro de 2008, dois jovens foram capturados pela polícia nesta estação, suspeitos de um assalto na Estação Ferroviária de Boliqueime.
Em 2007, a estação incluía três vias de circulação, tendo cada uma 275 m de extensão, e três plataformas, com 114, 100 e 65 m de comprimento. Em Janeiro de 2011, já se tinham verificado modificações nas vias, passando as duas primeiras linhas a ter 253 m de comprimento, e a terceira, 190 m; as plataformas também foram alteradas, passando a apresentar 114 a 65 m de comprimento, e 30 e 20 cm de altura — valores mais tarde alterados para os atuais.
Em 2010, a estação ferroviária de Olhão continuava a ser uma das principais em termos de movimento de passageiros, no Sotavento Algarvio.

No dia 7 de Novembro de 2011, a Rede Ferroviária Nacional emitiu o Anúncio de procedimento n.º 5428/2011, que se refere a um contrato para várias obras no interior das estações de Olhão e da Fuseta; as intervenções incluem a substituição de travessas de madeira por betão, troca de carris defeituosos, reparação das passadeiras de madeira, e comutar os equipamentos de mudança de via.